# 李登科
李登科（1928年—2020年7月6日），中華民國臺中市清水區人，中華民國陸軍退役中校，晚年時以神似蔣中正出名。

## 生平
李登科為1928年生，幼時在清水第一公學校就讀，1935年在今清水區光華路的家遭墩仔腳大地震震垮，雙親不久舉家遷回祖籍地福建惠安。
李登科讀中學時響應「十萬青年十萬軍」加入軍旅，屬中國青年軍整編第203師，1946年隨國民黨政府到臺灣，在原任總政戰部主任的蔣經國手下任職，1975年以中校軍階退役，到美國聖地牙哥北方的埃斯孔迪多與人合作經營農場。在美期間，與其巧遇的美國外交官莊萊德驚訝稱其很像蔣中正，那時李登科才真正注意到自己神似。李登科發現他172公分高， 與蔣中正比較明顯的差異便只是身高。李登科便刻意留鬍子，穿上中山裝。
1994年，鰥居多年的李登科經友人介紹，結識從事收銀員的印尼華僑伍婉珍。1995年兩人在新樂宮海鮮大酒樓結婚時，李登科應觀眾要求穿上中山裝，以標準的「蔣公姿勢」，正襟危坐，笑迎鏡頭。
蔣中正次子蔣緯國聽聞此人，特地寫信並附上機票給李登科。由中華戰略學會邀請李登科回臺灣，與蔣緯國會面。2004年，李登科至花蓮縣開設有機生態農場。
2005年9月18日，台中縣政府在清水鎮臺中市港區藝術中心舉辦活動時，因此地毗鄰眷村，又李登科家鄉是清水、酷似蔣中正，便邀他首次在公眾場合登台亮相。當天，李登科特地穿著從台北市湯姆西服公司訂作蔣中正同款服裝。湯姆西服是歷屆中華民國總統專用的西裝店，收藏蔣中正的純羊毛西裝。有老榮民看到時，一時悲從中來、老淚橫垂。該年，2005年中華民國縣市長暨縣市議員選舉期間，身為中國國民黨員的李登科為國民黨、新黨候選人拜票。
李登科時常被邀請參加公益活動、上節目訪談，吸引許多民眾爭相合影。隨著名氣增大，李登科在名片上把自己和「老蔣」照片並列，印上「蔣介石先生分身」字樣。2007年，外貌神似孫中山的醫生葉重順，邀李登科到高雄市愛河看燈會後，兩人常一起登場，如澄清湖蔣公行館、西子灣蔣公行館等。
暮年，李登科行動不便，便由兒子送至花蓮榮民之家照顧。2020年6月期間，李登科還曾替韓國瑜選造勢。2020年7月初，李登科入花蓮門諾醫院安寧病房，6日因肺部疾病辭世。